# Gloria Akuffo
Honourable Gloria Afua Akuffo (* 31. Dezember 1954) ist eine ghanaische Juristin und Politikerin. In der Regierung von Präsident John Agyekum Kufuor war sie Ministerin für Luftfahrt (Minister for Aviation).

## Ausbildung
Akuffo besuchte zwischen 1968 und 1975 die Aburi Secondary School für Mädchen in der Eastern Region und war zwischen 1975 und 1976 im Accra Workers College eingeschrieben, in welchem sie ihr A-Level ablegte.
Zwischen 1976 und 1979 war Akuffo in den Fächern Rechtswissenschaften und Politikwissenschaften an der Universität von Ghana in Legon, einem Stadtteil von Accra, eingeschrieben. Ihr Studium schloss sie 1979 mit dem B.A. (Hons.) in beiden Fächern ab. Zwischen 1979 und 1981 besuchte sie die Ghana School of Law in Accra und schloss mit dem Zertifikat in Rechtswissenschaften (General Legal Council of Ghana Certificate in Law) ab. 1982 wurde sie von der Rechtsanwaltskammer Ghana in die Liste der Barrister und Solicitor aufgenommen.
Akuffo absolvierte ihren Sozialdienst (National Service) zwischen 1981 und 1982 in der Bank für landwirtschaftliche Entwicklung (Agricultural Development Band), Ring Road Branch.

## Karriere
Zwischen 1984 und 2001 arbeitete Akuffo in der Ameyi Chamber als Anwältin. Nach der Ernennung des Präsidenten John Agyekum Kufuor für dessen erste Amtszeit wurde Akuffo stellvertretende Justizministerin und stellvertretende Attorney General von 2001 bis 2005. In der Zeit von Oktober 2001 bis März 2003 war sie damit direkt Papa Owusu-Ankomah, dem damaligen Justizminister, unterstellt.
Im Jahr 2005 wurde Akuffo Regionalministerin der Greater Accra Region, bis sie im April 2006 Ministerin des neu gegründeten Ministeriums für Luftfahrt wurde.